# Кримінальний кодекс Ліхтенштейну
Кримінальний кодекс Ліхтенштейну (нім. Strafgesetzbuch (StGB) vom 24. Juni 1987.) — основне джерело кримінального права Князівства Ліхтенштейн. Був прийнятий Ландтагом 24 червня 1987 року та чинний від 1 січня 1989.

## Загальна характеристика
За спостереженням російської дослідниці А. В. Сєрєбрєннікової цей кодекс є майже повною рецепцією (за невеликими винятками майже копією) КК Австрії 1974 року (BGBl. 1974/60). Він складається, як і всі інші німецькомовні та багато європейських КК, з двох частин — Загальної (ст. 1 – 74g)  та Особливої (ст. 75 – 322). КК Ліхтенштейну, на відміну від КК Австрії, не містить Заключної частини, про введення Кодексу в дію — ці питання регламентуються в ст. 322 КК Ліхтенштейну. 
Загальна частина КК Ліхтенштейну, подібно до КК ФРН та КК Австрії, починається формулюванням принципу законності (за А. В. Сєрєбрєнніковою – положенням про кримінальну протиправність діяння): покарання чи попереджувальний захід (тобто захід безпеки) можуть бути призначені лише за таке діяння, яке заборонене кримінальним законом на момент його вчинення. При цьому не допускається призначення більш суворого покарання, ніж те, що передбачалося в момент вчинення злочинного діяння. Тобто у ст. 1 Кодексу йдеться про класичний принцип "nullum crimen, nulla poena sine lege".
КК Ліхтенштейну не містить визначення злочинного діяння. Але в ньому закріплюється принцип винної відповідальності та загальне правило про те, що покаранню підлягають лише умисні діяння, якщо законом не передбачено іншого. Всі злочинні діяння в цьому КК поділяться на злочини та проступки. До злочинів законом віднесено діяння з санкцією у виді довічного позбавлення волі або позбавлення волі на строк понад три роки. Всі інші діяння, включаючи і вчинені з необережності, є проступками. 
Мінімального віку кримінальної відповідальності у КК Ліхтенштейну не встановлено. Але ст. 5 Закону "Про суд у справах неповнолітніх" (1987) передбачає, що неповнолітні віком до чотирнадцяти років не підлягають покаранню.  
КК Ліхтенштейну передбачає кримінальну відповідальність юридичних осіб (розділ 9, §§ 74a – 74g). Максимальна сума штрафу для юридичних осіб — 2, 7 млн. швейцарських франків. Крім того, згідно абзацу 4 ст. 20 КК, якщо яка-небудь юридична особа збагатилась за рахунок вчинення злочину фізичною особою, чи за рахунок майна, отриманого від злочину, то така юридична особа "присуджується до виплати грошової суми", що відповідає вартості безпідставного збагачення. 
Серед покарань для фізичних осіб Кодекс передбачає довічне позбавлення волі (не призначається особам, молодшим 20 років), позбавлення волі на строк від одного дня до двадцяти років, грошовий штраф  (призначається у денних ставках, мінімальний його розмір – дві денні ставки). Поряд із системою покарань КК Ліхтенштейну передбачає також і заходи безпеки.